# Enrique de Orleans (1867-1901)
Enrique de Orleans (en francés: Henri d'Orléans), (16 de octubre de 1867 - 9 de agosto de 1901) fue un príncipe francés de la Casa de Orleans. Fue un fotógrafo, pintor, escritor, explorador y naturalista francés que viajó por África y Asia. 

## Biografía

### Primeros años
Nació en el valle de Ham, Inglaterra y murió en Saigón, Cochinchina, hoy Vietnam. El príncipe Enrique de Orleans fue el segundo hijo de Roberto, duque de Chartres, y de su esposa y prima hermana, la princesa Francisca de Orleans. Pertenecía a la familia real de Francia tanto por vía materna como paterna, dado que ambos progenitores eran nietos del rey Luis Felipe I de Francia. 
Soltero y sin hijos, el príncipe no recibió un título nobiliario, al contrario que su hermano Juan, que fue nombrado Duque de Guisa, y que más tarde fue aspirante orleanista al trono de Francia bajo el nombre de Juan III.
Su familia se exilió de Francia durante el Segundo Imperio francés, regido por Napoleón III, y no pudo regresar a Francia hasta 1871, cuando éste fue derrocado. Enrique de Orleans ingresó en el Stanislas College de París y en 1885 obtuvo el bachillerato. La aventura y la caza interesaron al joven príncipe desde muy temprano, pero primero pensó en la carrera militar. En 1886, sin embargo, la República lo eliminó de las listas de Escuela Militar de Saint-Cyr, a pesar de que acababa de aprobar el examen de ingreso, como consecuencia de la ley de 1883, que prohibía la entrada al ejército de cualquier descendiente de las casas reales que habían regido Francia.

### Viajes por Asia
De septiembre de 1887 a marzo de 1888 realizó una expedición de caza en los Sunderbans, en el delta del Ganges, y luego, con su primo Felipe, duque de Orleans, a quien encontró en Calcuta, otra expedición de caza en Nepal. En marzo de 1888 se embarcó hacia Japón.
En 1889 y 1890 acompañó al explorador francés Gabriel Bonvalot en un viaje financiado por el duque de Chartres, su padre, y cuyo objetivo era ir de París a Hanoi atravesando Europa y Asia Central. Recorrieron el sur de Siberia en troika, luego partieron en caravana cruzando Semipalatinsk y Djarkent, donde se les unió el padre Constant de Deken, que hablaba chino. Llegaron a las montañas Tian-Shan, que siguieron durante trescientos kilómetros, y atravesaron el Turquestán chino. 
Enrique de Orleans envió ejemplares de fauna a Francia, como la mariposa Parnassius orleans. Los viajeros se trasladaron a Changtang, en la meseta tibetana, y se convirtieron así en los primeros europeos en pisar esta región del mundo. Sólo pudieron acercarse a sesenta kilómetros de Lhasa, ciudad prohibida a los no budistas. Cruzaron Yunnan y finalmente bajaron por el río Rojo hasta Hanoi, donde llegaron a finales de septiembre de 1890. Finalmente, tomaron un transatlántico hasta Marsella, vía Hong Kong.
Publicó una serie de fotografías de su viaje, que se extendió a lo largo de más de 6.700 kilómetros. Se hizo cargo del inmenso herbario recogido y los resultados botánicos de la parte de la expedición realizada en el Tíbet y en el oeste de China fueron publicados en un trabajo escrito por dos botánicos del Museo de Historia Natural, Édouard Bureau y Adrien Franchet, quienes definieron y describieron una serie de nuevas especies gracias a las aportaciones de los dos exploradores. Enrique de Orleans dio su nombre a varios taxones, entre ellos Meconopsis henrici, o una variedad entonces desconocida de Tetraogallus, nombrada en su honor como Tetraogallus tibetanus henrici. 
Los trabajos fruto de sus observaciones fueron admitidos por la Sociedad Geográfica de París y posteriormente incorporados en su primera obra De Paris au Tonkin á travers le Thibet, publicada en 1892.

### Últimos viajes por África y Asia
En 1892, Enrique de Orleans hizo un corto viaje de exploración al África oriental y poco después visitó la isla de Madagascar, para concluir su viaje en Tonkín en 1895. Desde este punto salió con rumbo a Assam, siguiendo el curso del río Mekong, donde realizó el exitoso descubrimiento del río Irawadi, cuyo logro se vio recompensado con la Gran medalla de oro de las exploraciones y viajes de descubrimiento y la Cruz de la Legión de Honor.
Viajó también por Etiopía con el conde Léontief en 1897-1898 y conoció al negus Menelik II. Estando allí escribió varios artículos en Le Figaro con comentarios denigrantes y fuera de lugar hacia las labores que estaba haciendo el ejército italiano en la colonia abisinia, lo que provocó el enojo del príncipe Víctor Manuel, conde de Turín, que lo desafió a un duelo a espada, resultando ganador el príncipe italiano. Una vez recuperado, Enrique de Orleans decidió regresar a Indochina, y murió en Saigón de malaria en 1901, a la edad de 33 años.
El príncipe Enrique fue un anglófobo violento, y sus críticas contra el Imperio británico chocaban con el buen trato que recibió cuando viajó a Londres para recibir la medalla de oro de la Real Sociedad de Geografía. Su segunda obra, Six moix aux Indes [Seis meses en las Indias] la escribió poco antes de morir, y en ella describía el entorno social y geográfico de la India y sus inmediaciones.

## Distinciones honoríficas
- Gran medalla de oro de las exploraciones y viajes de descubrimiento  de la Sociedad Geográfica de París (Francia).
- Medalla de Oro de la Real Sociedad de Geografía (Reino Unido).
- Caballero de la Legión de Honor (Francia).